# Edubuntu
Edubuntu, eerder Ubuntu Education Edition genoemd, is een van Ubuntu afgeleide Linuxdistributie (distro). Edubuntu is ontworpen voor educatief gebruik.
De eerste versie verscheen in 2005. Vanaf 2014 zou Edubuntu alleen nog als LTS-versie uitgegeven worden, met langere ondersteuning. Wegens een tekort aan ontwikkelaars kwam het daar niet meer van. In 2023 werd er pas weer een nieuwe versie van Edubuntu uitgebracht. De distro werd tevens een officiële Ubuntu flavour, een van Ubuntu afgeleide distro die ondersteuning geniet van ontwikkelaar Canonical Ltd.

## Geschiedenis
De eerste Edubuntu-uitgave viel samen met de uitgave van Ubuntu 5.10 (codenaam Breezy Badger) op 13 oktober 2005.
Versie 8.04, 8.10, 9.04 en 9.10 (8.04 werd uitgebracht op 24 april 2008) waren geen losstaand besturingssysteem, maar een uitbreiding voor Ubuntu. Vanaf versie 10.10 werd Edubuntu terug beschikbaar gesteld als een volledige download.
Versie 12.10 (codenaam Quantal Quetzal) werd uitgebracht op 18 oktober 2012. 13.04 werd uitgebracht op 25 april 2013. 13.10 werd uitgebracht op 17 oktober 2013. De LTS-versie 14.04 Utopic Unicorn werd uitgebracht op 23 oktober 2014.

## Software
Edubuntu bevat onder andere het Linux Terminal Server Project (LTSP) en een groot aantal educatieve applicaties gericht op de leeftijdsgroep 6-18, waaronder GCompris en het kdeedu educatieve softwarepakket.

## Doel
Edubuntu is ontwikkeld in samenwerking met onderwijzers en technologen van over de hele wereld.
Het doel van Edubuntu is dat iedere leraar zonder uitgebreide computerkennis of Linux-expertise binnen een uur bijvoorbeeld een online-leeromgeving moet kunnen opzetten en deze daarna ook kunnen beheren.
De belangrijkste ontwerpdoelen van Edubuntu zijn gecentraliseerd beheer van de configuratie, gebruikers en processen, samen met voorzieningen voor samenwerking binnen het klaslokaal. Net zó belangrijk is trouwens het bundelen van de beste, gratis beschikbare, educatieve software en materialen. Een ander doel is dat bronarme omgevingen maximaal gebruik moeten kunnen maken van hun beschikbare (oudere) apparatuur.

## Ship-it
Vanaf versie 6.06 (Dapper Drake), die op 1 juni 2006 werd uitgebracht, werden er ook cd's met Edubuntu gratis over de hele wereld verzonden. Dit was vooral handig voor mensen die Edubuntu wilden promoten door gratis cd's weg te geven aan (mogelijke) geïnteresseerden, maar ook mensen met een trage internetverbinding profiteerden hiervan. Sinds versie 8.10 worden er echter geen gratis cd's meer verzonden.